# 기노쿠니야 쇼텐
주식회사 기노쿠니야 쇼텐(일본어: 株式会社紀伊國屋書店, KINOKUNIYA COMPANY, LTD.)은 일본의 서점, 출판사이다. 1927년 1월 22일에 창업하였다.

## 개요

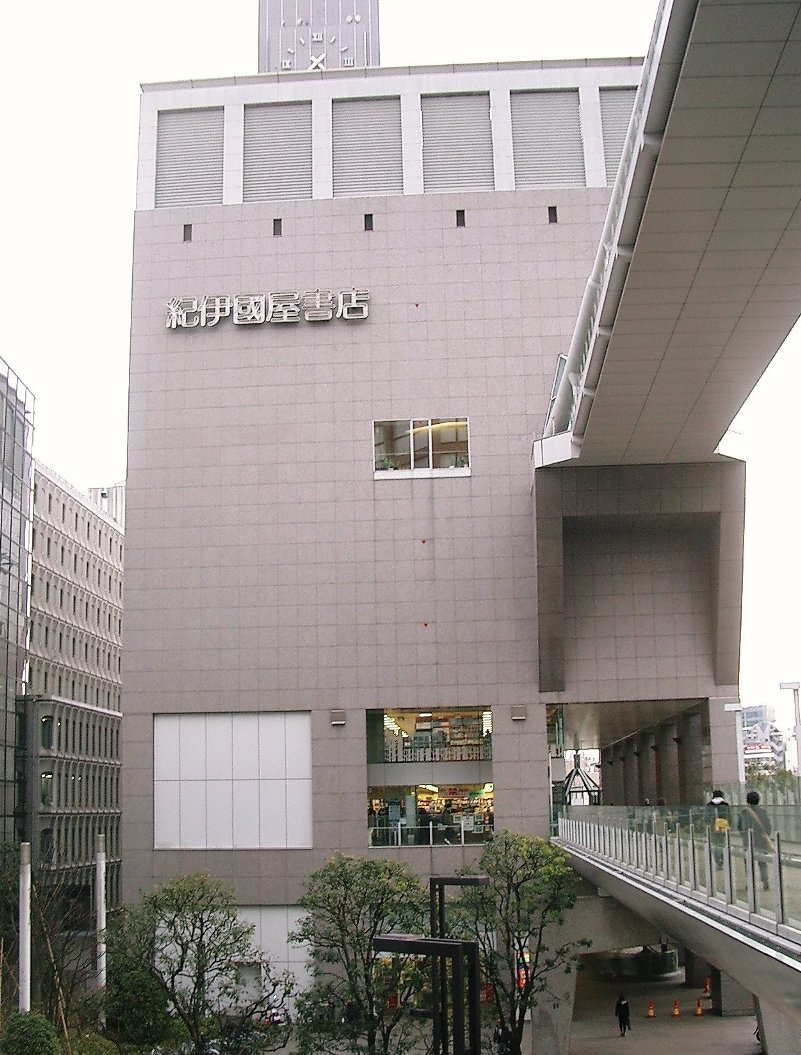
신주쿠 미나미점

등기 상의 본점은 도쿄도 신주쿠구 신주쿠 3초메(신주쿠 본점)에 위치해 있으며, 본사 사무소는 도쿄도 시부야구 히가시 3초메에 위치해 있다.
이른바‘내셔널 체인’으로 불리는 전국적인 체인망을 일본에 형성하고 있으며, 미국, 오스트레일리아, 동아시아 등에도 진출해 있다. 수퍼마켓 체인 기노쿠니야 (紀ノ国屋)와는 무관하다.
창업자인 다나베 모이치는 서점 업계의 실력자일뿐만 아니라, 문화인으로도 유명하다. 또한 다나베의 보좌역으로 활동한 마쓰바라 오사무는 지금까지도 일본 서점 업계의 중심에서 활약하고 있다.
연극 활동에도 적극적이어서 기노쿠니야 연극상을 주최하고, 기노쿠니야 홀, 기노쿠니야 서던시어터와 2개의 극장을 운영하고 있다.
출판은 인문서를 중심으로 하며, 영업·판매를 담당하는 부서를 ‘홀 세일부’라고 부른다.